# Germaine Dieterlen
Germaine Dieterlen (Valleraugue, 15 de mayo de 1903 - París, 13 de noviembre de 1999) fue una antropóloga, ensayista y cineasta francesa. Fue alumna de Marcel Mauss, escribió sobre una amplia gama de temas etnográficos y realizó contribuciones pioneras al estudio de los mitos, las iniciaciones, las técnicas (particularmente la «etnografía descriptiva»), los sistemas gráficos, los objetos, las clasificaciones, y la estructura ritual y social.
Ella es más conocida por su trabajo acerca de los dogon y los bambara en Malí, habiendo vivido con ellos durante más de veinte años, a menudo en colaboración con el notable antropólogo francés Marcel Griaule (1898-1956).

## Biografía
Germaine Teissier du Cros nació en una antigua familia protestante de Cevennes.
A principios de los años treinta fue colaboradora de Georges Henri Rivière en el Musée de l'Homme (Museo del Hombre) con su prima política Odette Teissier du Cros, etnóloga como ella, con quien fundaría en 1963 el Museo de Cévennes, en Vigán.
En 1933 se casó con Pierre Dieterlen.
Bajo la dirección de Marcel Mauss, trabajó en las etnias dogon y bambara con varios científicos, como Marcel Griaule, Jean Rouch, Solange de Ganay y Denise Paulme, entre otros.
Comenzó su investigación en Mali en 1937, donde continuó el trabajo iniciado por la misión Dakar-Yibuti de Marcel Griaule y otros.
De 1956 a 1975 sucedió a Marcel Griaule como secretaria general de la Société des Africanistes (asociación de africanistas).
En 1962 fue parte del equipo del CNRS RCP n.º 11 «Objeto y métodos de etnosociología comparada del África negra».
A finales de 1968, la RCP 11 evolucionó ―bajo la dirección de Germaine Dieterlen― para convertirse en el Grupo de Investigación 11, bajo el nombre de «Estudio de los fenómenos religiosos en África occidental y ecuatorial».
En octubre de 1971, presidió el simposio La notion de personne en Afrique noire (‘El concepto de persona en el África negra’) cuyas actas se publicaron en 1973.
En 1974, el GR 11 del CNRS se convirtió en el LA221 «Sistemas de pensamiento en el África Negro», en cuyas actividades Germaine Dieterlen participó activamente.
En 1978 aparece un libro homenaje colectivo dedicado a él firma Sistemas con contribuciones de Claude Lévi-Strauss y Meyer Fortes.
Desde 1966 hasta su muerte fue presidente del Comité de Cine Etnográfico, con sede en el Museo del Hombre.
En 2004, en la escarpa de Bandiagara (en Malí) se llevó a cabo ―a petición de Jean Rouch― un funeral dogon en su nombre.

## Temas
Algunos de los temas principales de su obra se centran en las nociones de monarquía sagrada, la posición de los primogénitos, las relaciones entre tíos y sobrinos maternos, la división del trabajo, el matrimonio y el estatus del hacedor de lluvias en la sociedad dogónica. Debido a que cada episodio del rito (el ciclo «sigui») se lleva a cabo solo una vez cada sesenta años, la documentación que recopiló Dieterlen acerca del ciclo sigui permitió que los dogones mismos viesen e interpretaran toda la secuencia de ritos que hasta entonces solo habían observado en parte.

## Carrera académica
Desde 1956 fue directora de la Escuela Práctica de Altos Estudios EPHE (en la Sorbona) con el cargo de la materia «Las religiones del África negra». Michel Cartry la sucedió en esta cátedra.
Fue miembro fundador del Centro Nacional de Investigación Científica (CNRS) y presidenta del Comité de Cine Etnográfico (fundado por Jean Rouch, con quien trabajó e hizo importantes películas etnográficas).
En 1978 se publicó una colección en homenaje (Systèmes de signes: Textes réunis en hommage à Germaine Dieterlen), que incluyó ensayos de Meyer Fortes y Claude Lévi-Strauss.
Dieterlen también trabajó con otros cineastas etnográficos como Marcel Griaule.
Mary Douglas revisó las contribuciones hechas por Dieterlen a la antropología francesa en
Dogon culture: profane and arcane (‘cultura dogona, profana y arcana’, 1968) y
If the Dogon... (‘si los dogon...’, 1975).

## El bulo de Sirio
Entre 1931 y 1956, el antropólogo francés Marcel Griaule (1898-1956) estudió a los dogones. Sus investigaciones incluyeron misiones de campo durante períodos (desde pocos días hasta dos meses) en 1931, 1935, 1937 y 1938.
Germaine Dieterlen comenzó su investigación etnográfica en Bandiagara (Malí) en 1941.
A finales de 1946, Griaule pasó treinta y tres días consecutivos manteniendo conversaciones con un hogón (chamán dogón) llamado Ogotemeli, quien fue la fuente de la mayor parte de las futuras publicaciones de Griaule.
Griaule escribió casi tres mil páginas acerca de las creencias de Ogotemeli, con respecto a la clasificación de las plantas y la cosmogonía, entre otros temas.
Entre 1946 y 1956 Griaule viajó anualmente a la región de los dogones.
En 1965, nueve años después de la muerte de Griaule, Germaine Dieterlen publicó Le renard pâle, donde sostenía que el chamán Ogotemeli, en sus charlas con Griaule (fallecido nueve años antes) había descrito sorprendentes datos acerca de la estrella Sirio.
El antropólogo neerlandés Walter van Beek, que vivió siete años con los dogon, criticó seriamente los métodos de investigación de Dieterlen, sugiriendo que había dependido en gran medida de un solo informante primario (Ogotemeli) quien pudo haber sido influenciado por las enseñanzas de un misionero jesuita que pudo haber vivido en la región antes de la llegada de Griaule y Dieterlen (Dogon restudied, 1991). Van Beek acusó a Dieterlen de malinterpretar resultados e incluso de influenciar al sujeto.

## Obras

### Publicaciones (selección)
- Marcel Griaule (póstumo) y Germaine Dieterlen (1965): Renard Pâle. Ethnologie des dogon. Institut Français d'Ethnologie, 1965. 531 págs.
- Essai sur la religion bambara. Editions de l'Université de Bruxelles, 2.ª edición, 264; 1996.
- Les Dogon: Notion de personne et mythe de la création. L'Harmattan, 115 págs.
- Germaine Dieterlen, varios autores, y Amadou Hampâté Bâ: Textes sacrés d'Afrique noire, 306 págs.
- Le Titre d'honneur des Arou (Dogon, Mali). París, 1982. 215 págs.

### Películas
- Varias películas sobre los rituales de los dogones de Malí (realizado junto con Jean Rouch).
- 1967: L'Enclume du Yougo (38 min). Début des fêtes du Sigui. Les hommes rasés et vêtus du costume rituel du Sigui entrent sur la place publique en dansant la danse du serpent. Ils honorent les terrasses des grands morts des 60 dernières années.
- 1968: Les Danseurs de Tyogou (27 min). Deuxième année du Sigui. Les hommes préparent les parures du Sigui avant de partir en procession vers les sites des anciens villages et revenir danser sur la place publique. Le lendemain la caverne des masques est préparée pour recevoir le grand masque à la fin des cérémonies.
- 1969: La Caverne de Bongo (40 min). Troisième année du Sigui. Les dignitaires achèvent leur retraite dans la caverne du Bongo. Autour du vieil Anaï qui voit son troisième Sigui (il a donc plus de 120 ans) les hommes se préparent avant d'aller faire le tour du champ de lignage et boire la bière communielle.
- 1970: Les Clameurs d'Amani (35 min). Quatrième année du Sigui. Interrogé par le chef de Bongo, le «renard pâle» donne la route du Sigui d'Amani. Précédé par les anciens, les hommes du Sigui commencent un itinéraire sinueux avant d'entrer sur la place rituelle.
- 1974: L'Auvent de la circoncision (18 min). Septième et dernière année des cérémonies soixantenaires du Sigui. Les trois dignitaires de Yamé sont partis à Songo visiter, dans les falaises, les auvents des cavernes dont les parois sont couvertes de peintures consacrées au Sigui.